# Progressive house
La progressive house è un sottogenere della musica house.

## Storia
A dispetto di molti altri sottogeneri della musica house, la progressive ha una storia piuttosto nitida. Nasce in Inghilterra nei primi anni '90 come musica underground, grazie ad etichette discografiche come Guerilla Records, Union City ed Effective che cominciano a distribuire le prime tracce definite "Progressive house". Molte delle canzoni iniziali, oltre a forti influenze techno e trance, posseggono impronte tribal (un esempio può essere Metropolis di Hyporeel), ma già con tracce come Passion di Gat Decor la progressive house si distingue come genere a sé stante.
La diffusione del genere si deve ai djs Sasha e John Digweed che nei primi anni '90 attraverso il club Renaissance in Mansfield hanno reso popolare il genere.
Il nome fu coniato dall'editore della rivista Mixmag Dom Phillips per indicare le uscite della Guerilla Records, e descrive due caratteristiche della progressive house: la sperimentazione nella ricerca di suoni sempre nuovi e la struttura caratterizzata da un andamento progressivo della canzone.

## Struttura
Come la maggior parte dei generi di musica dance, la progressive house ha una metrica in 4/4 con un battito di cassa su ogni quarto. Si aggira solitamente dai 125 ai 130 bpm. La progressive house si differenzia in due rami ben distinti per struttura e suoni.

### Progressive house d'atmosfera
Questo sottogenere della progressive house è caratterizzato da fortissime influenze della musica trance, dalla quale prende gli strumenti d'orchestra, i caratteristici synth e i vari suoni d'atmosfera come auree e cori, mantenendo però un timbro meno aggressivo e una velocità più lenta. L'influenza con la musica trance è talmente forte che la differenza tra la progressive house e la progressive trance è spesso molto lieve.
Questo genere d'atmosfera è però caratterizzato da un andamento molto particolare della canzone, incentrato su una sequenza lineare che si muove sugli stessi accordi (ovvero sul cutoff del suono principale della canzone, il cosiddetto Pluck), ma che continuamente si evolve in modo progressivo. In tale evoluzione molto peso possiedono gli effetti dei sintetizzatori e le percussioni, che portano ad un sottofondo musicale molto accurato. La differenza dagli altri sottogeneri dell'house è quindi determinata da una linea di basso più profonda che, assieme ad una melodia costruita man mano col stratificarsi di suoni, crea una canzone più incentrata sull'atmosfera. Le canzoni di questo genere infine, presentano una durata molto maggiore rispetto alle comuni canzoni dance (durano in generale dai 7 ai 10 minuti e in alcuni casi si può raggiungere anche gli 11 minuti) e raramente posseggono parti vocali.
Alcuni esempi di musica Progressive house d'atmosfera possono essere Faxing Berlin e Not Exactly di deadmau5, Melo e Mirage di Pryda o il remix di Need to Feel Loved di Adam K & Soha.

### Progressive house commerciale
Questo sottogenere della progressive house si è sviluppato in periodo postumo a quello d'atmosfera, ed è caratterizzato da una struttura più semplice, comune alle altre canzoni dance commerciali: nella prima parte presentano un progressivo riempirsi, poi una pausa, la sequenza principale della canzone, nuovamente pausa e sequenza (anche se nelle versioni per i media è da notare che il progressivo riempirsi iniziale, la parte di beat mixing, è assente).
Rispetto alla progressive d'atmosfera tende a dare più importanza al ritmo e le melodie sono generalmente più corte. Assume minore importanza l'accuratezza del sottofondo e spesso sono presenti parti cantate. Generalmente la durata delle canzoni progressive commerciali si aggira sui 6-7 minuti per le versioni da club, mentre 3 minuti o anche meno per quelle riprodotte sui media.
Esempi di progressive house commerciale possono essere Titanium di David Guetta, I'm Not Alone e il remix di Spectrum (Say My Name) di Calvin Harris, Leave the World Behind, Save the World o Don't You Worry Child degli Swedish House Mafia, Fight For You di Morgan Page, come anche Levels di Avicii o High On Life di Martin Garrix.

## Diffusione
La progressive house di questi tempi è uno dei generi dance più diffusi al mondo, sia a livello di ascolti (dove una grossa fetta è data dal genere d'atmosfera) che a livello di Club (dove prevale invece il genere commerciale). Anche molti programmi radio di DJ professionisti come A State of Trance di Armin Van Buuren, Vonyc Sessions di Paul van Dyk, Trance Around the World degli Above & Beyond e Without You di Avicii trasmettono ormai in prevalenza Progressive House e Progressive trance. Inoltre la progressive è il genere più scaricato in assoluto dai portali come Beatport e Juno Download.